# Sjöorm
- Övre vänster: Olaus Magnus sjöorm 1555.
- Övre höger: Sjöorm på Carta marina-originalet från 1539 i Uppsala.
- Undre vänster: Sjöorm i Historia om de nordiska folken 1555.
- Undre höger: Sjöorm i Nomenclator aquatilium animantium 1560.

Sjöorm eller havsorm (särskilt i uttrycket stora sjöormen, stora havsormen) är inom sjömanstradition och kryptozoologi ett fabelaktigt djur beskrivet som oerhört stora vattenlevande ormar, vilket även är ett vanligt delmotiv bland flera mytologiska sjöodjur och havsvidunder världen över. Fabeldjuret i sig har beskrivits som med långsträckt huvud, man eller manlikande ryggfenor och röda ögon. De kan sägas vara en sorts drake, då orm i äldre mytologiska sammanhang var synonymt med drake (jämför lindorm).
Sedan äldsta tider finns många olika berättelser om denna varelse, men ännu har ingen sjöorm fångats eller dödats eller ens en del av ett sådant vidunder påträffats. Havsormen är bland annat omnämnd 1555 av Olaus Magnus i boken Historia om de nordiska folken men finns avbildad på hans nordiska karta Carta marina från 1539. Påstådda observationer från framför allt fartyg talar om sjöormars förmåga att slingra sig i vertikal riktning, så att de "reser sig" över vattenytan.[källa behövs]

## Hydrarchos

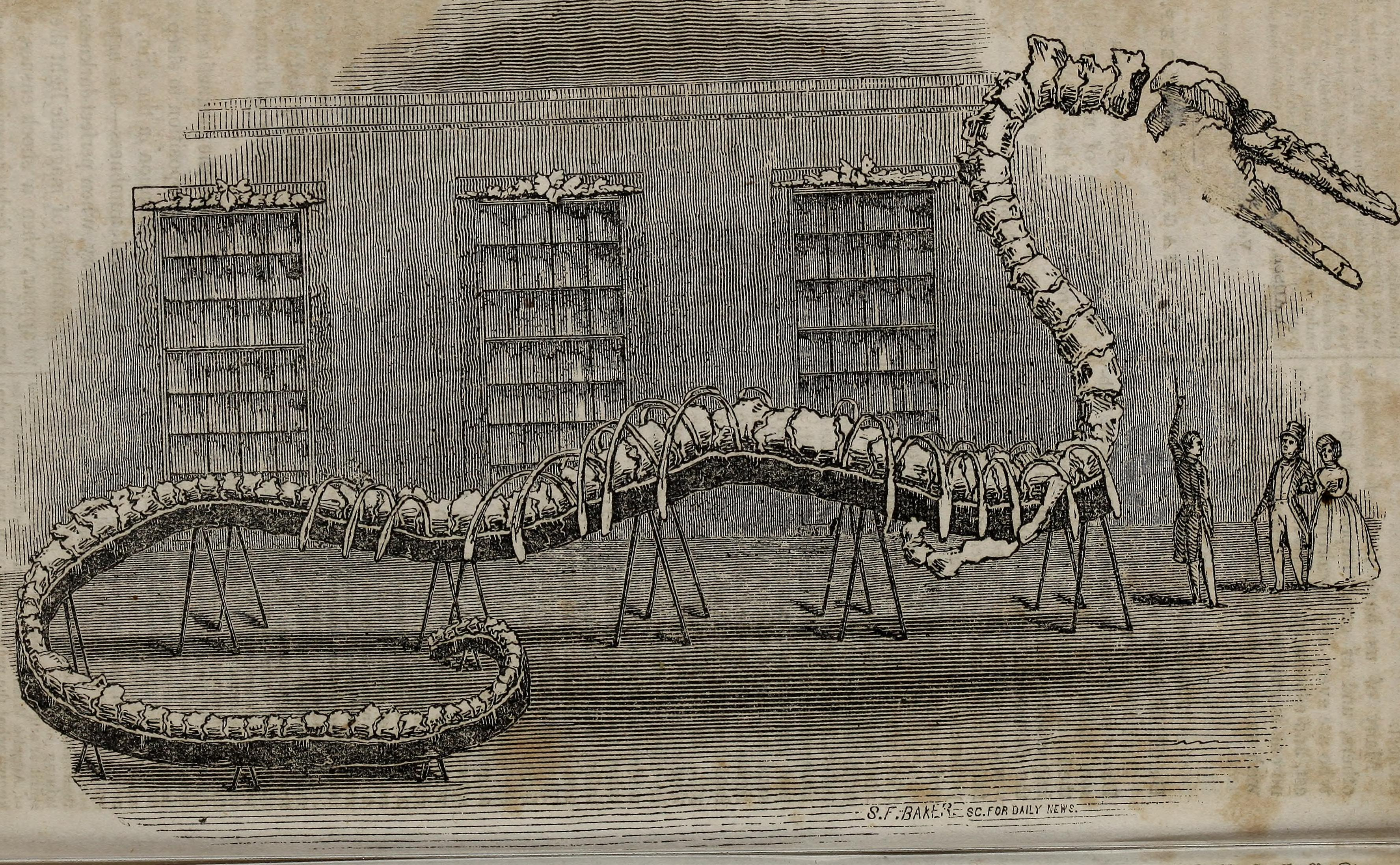
Monterat fossil av “Hydrarchos”-sjöorm, i själva verket två Basilosaurus-fossil som byggts samman för att bilda ett större fossil.

När det utdöda valsläktet Basilosaurus hittades under 1800-talets första hälft troddes det vara fossilet av en forntida sjöorm eller till och med Leviatan från biblisk mytologi. Arten benämndes “Hydrarchos” och för en utställning 1845 byggdes två Basilosaurus-fossiler ihop för att bilda ett större mer komplett fossil. Först senare upptäcktes det att fossilet tillhörde ett släkte valar.

## Berömda sjöormar
- Apep (egyptisk mytologi)
- Echidna (grekisk mytologi)
- Hydra (grekisk mytologi)

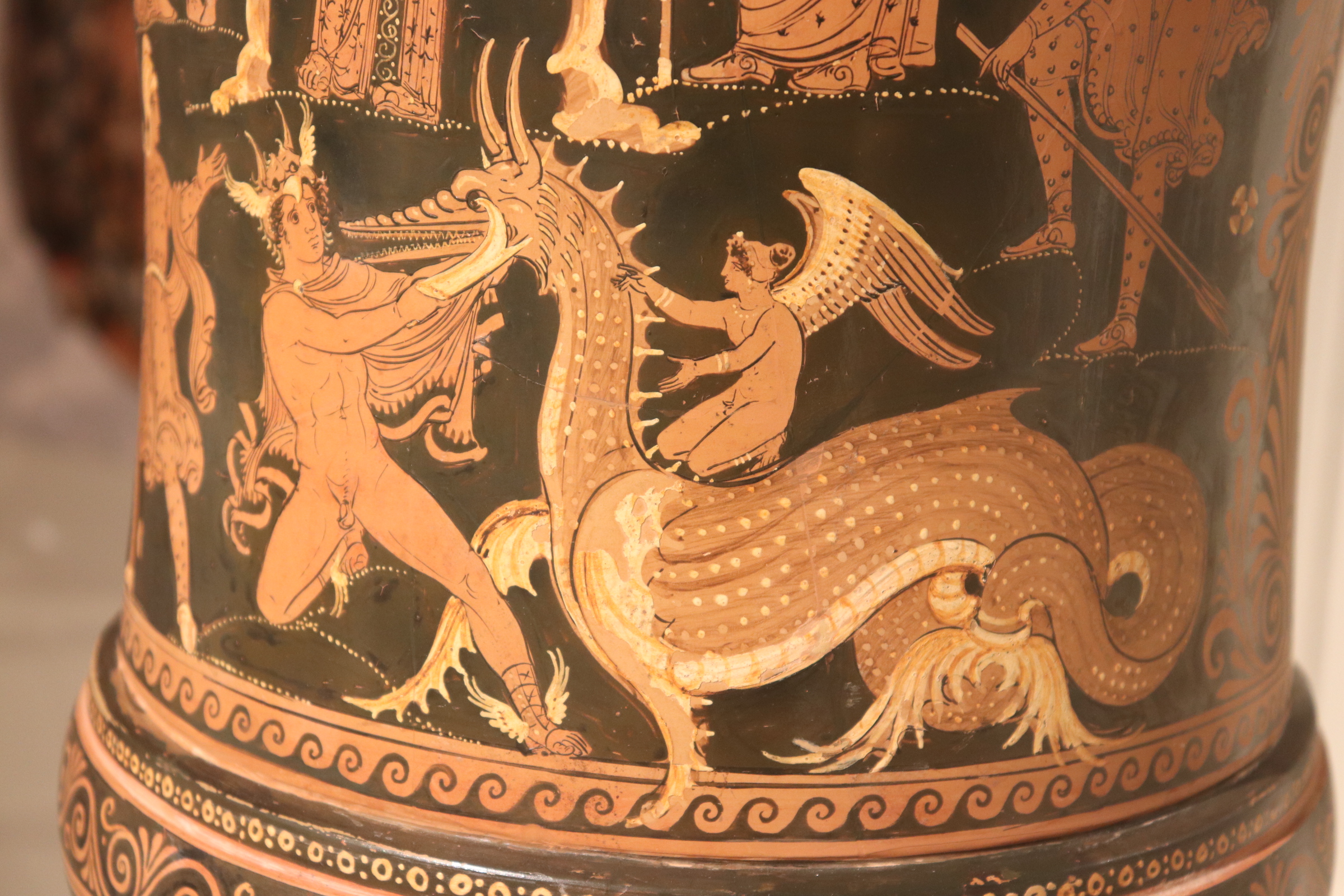
Antikt vasmotiv som avbildar grekiska hjälten Perseus i kamp med en ketos-sjöorm.

- Ketos (mytologi) (grekisk mytologi)
- Leviatan (biblisk mytologi)
- Midgårdsormen (nordisk mytologi)
- Skylla (grekisk mytologi)
- Storsjöodjuret (svensk folktro)
- Tiamat/Valfisken (mesopotamisk mytologi)